# Kostel svatého Jana Křtitele (Hlučín)
Kostel svatého Jana Křtitele v Hlučíně je památkově chráněná sakrální stavba, patřící mezi hlavní dominanty města. Sousedí se zámkem.

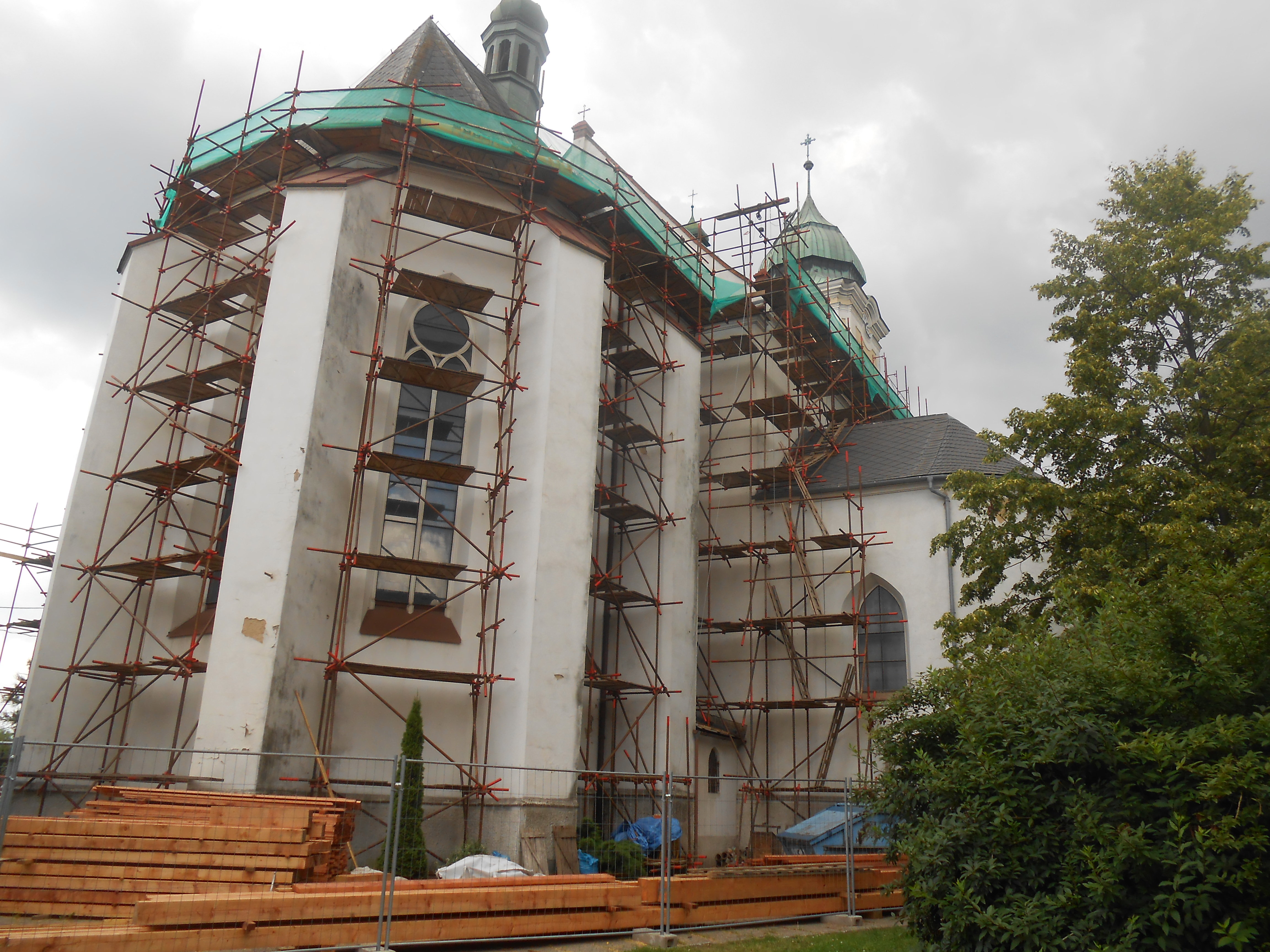
Kostel sv. Jana Křtitele při opravě střechy

## Popis stavby
Farní kostel Římskokatolické farnosti Hlučín je jedním ze tří památkově chráněných kostelů v Hlučíně, ev. č. kulturní památky 46513/8-1372. Stavba kostela sv. Jana Křtitele se nachází na pozemku p.č. 412 v Kostelní ulici. Vznikla v několika slohových obdobích (gotika, renesance, baroko, pseudogotika). Je to zděná omítaná jednolodní stavba s hranolovou věží před západním průčelím a obdélnou nižší kaplí na jižním boku a kaplí na podkovovém půdorysu na severním boku, vedle ní malá předsíň a schodiště na kruchtu. Věž architektonicky členěna lesénovými rámci a průběžnou hlavní římsou. Okna mají šambrány a podokenní římsy. Helmice zvonovitého mansardového tvaru. K věži přiléhají volutová křídla západního štítu lodi. Presbytář je gotického původu, je zaklenut žebrovou hvězdicovou klenbou z konce 15. století, loď byla zaklenuta po požáru v letech 1616–1618. Všechny kaple jsou renesančního původu, průčelí a věž byly upraveny barokně. Památkově movité zařízení: v presbytáři, který byl přestavěn v roce 1905 novogotické doplňky, deskový pozdně gotický obraz Ukřižování, velmi kvalitní soubor renesančních náhrobků, barokní mobiliář.

## Dějiny stavby
První zmínka o kostele sv. Jana Křtitele je z roku 1378 v souvislosti se stavbou bočního oltáře. Je proto pravděpodobné, že toho roku již kostel stál. Kdy a kým byl postaven není známo. Patří mezi nejstarší kostely v širém okolí. Roku 1508 byla přistavěna kaple sv. Anny. Kaple sv. Andělů (dříve Tří králů) a presbytář jsou starší. Roku 1522 dochází k přístavbě kaple sv. Michaela (dnes Boží hrob) a kaple Panny Marie Egyptské (dnešní boční vchod). V roce 1597 se sesula věž a pobořila část kostela, před adventem roku 1608 byl kostel opět zaklenut a byla ukončena oprava. Při velkém požáru roku 1616 spadlo klenutí kostela, silný žár roztavil i zvony. Roku 1618 byl kostel nově zaklenut valenou klenbou s lunetami. Během třicetileté války, v roce 1645 Švédové kostel vydrancovali a zapálili, shořela však pouze střecha. Kostel i s věží byl opraven, v roce 1648 do věže uhodil blesk a pobořil ji. V roce 1736 se staví věžička nad oratoriem, tj. nad hlavním oltářem a byl v ní zavěšen malý zvon zvaný "Sanktus". V roce 1791 se začíná se stavbou věže, která je vysoká 46,7 m. Kostel byl bez věže od roku 1648. V létě roku 1792 byly nahoru vytaženy zvony. Zvon Jan, čili velký, má 19 centů, průměr 90 cm a výšku 115 cm. První zmínka o tomto zvonu byla již v roce 1589. V roce 1780 byl přelit na nový. Druhý zvon Margareta váží 9 centů a byl odlit v roce 1616. Třetí zvon byl odlit v roce 1791, dostal jméno Marie a váží 3 centy. Okolo farního kostela je nepohřbívá od roku 1808. V roce 1833 bylo pro chatrný stav odstraněno kryté loubí, které vedlo ze zámku do kostela na panské oratorium v kapli sv. Andělů.